# Barrio de San Cristóbal Xallan

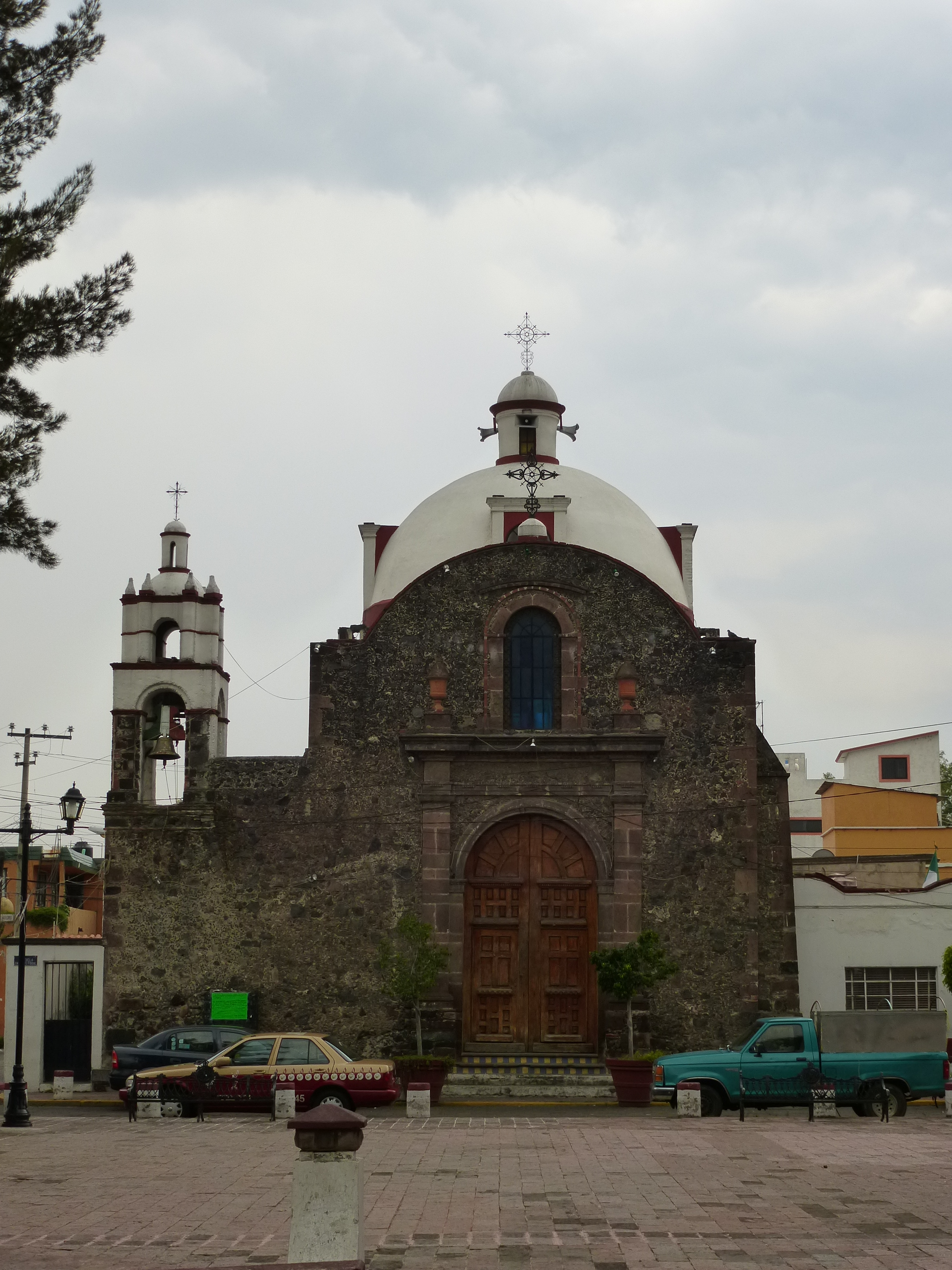
Capilla de San Cristóbal Xallan

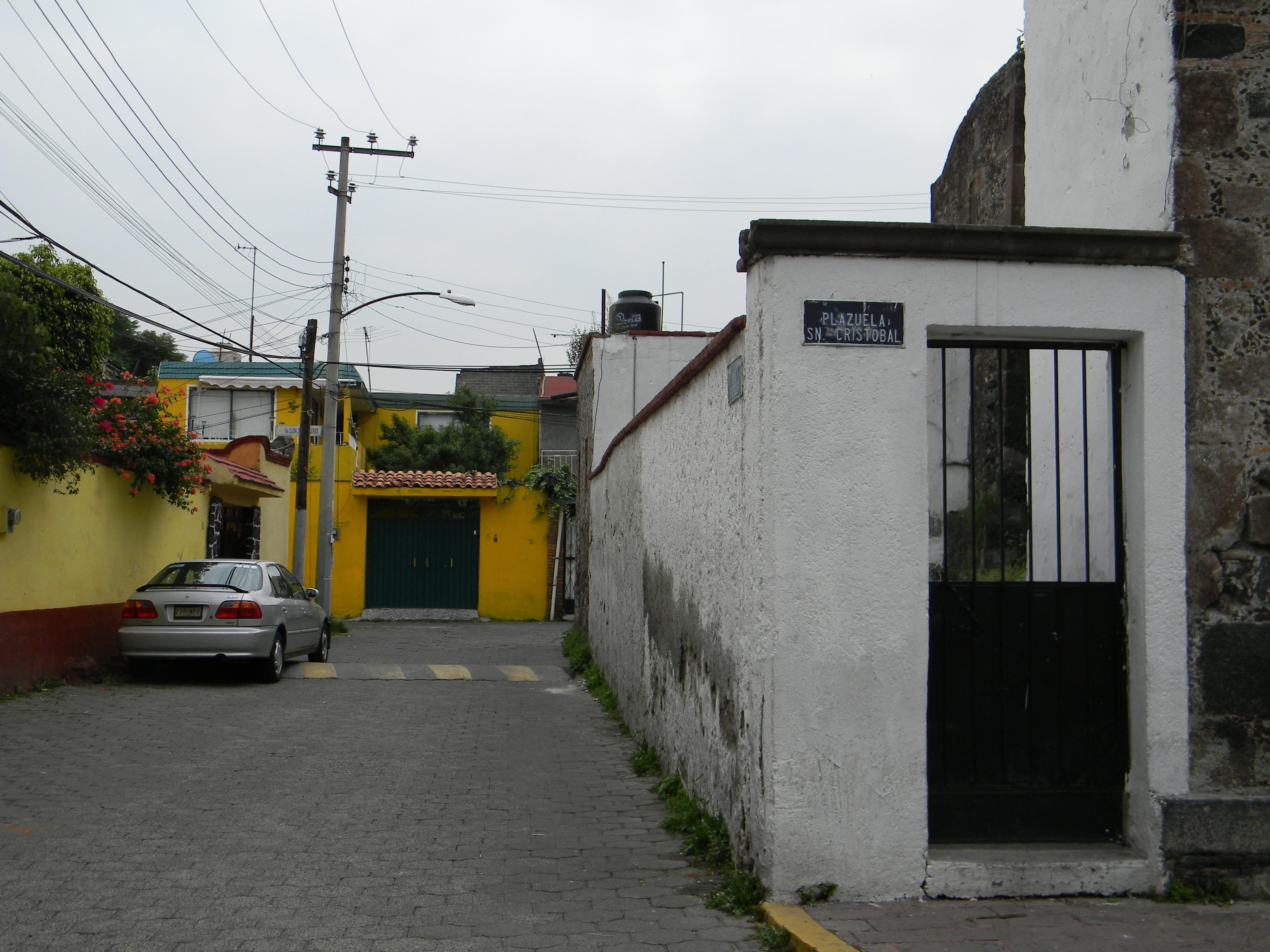
Calle en el Barrio de San Cristóbal

Barrio San Cristóbal Xallan (proviene de la palabra Náhuatl, que significa "En el arenal o lugar muy arenoso") se encuentra en la delegación de Xochimilco al sur de la Ciudad de México. El tradicional barrio de San Cristóbal posee atractivos turísticos ya que cuenta con un embarcadero que ofrece servicio de lanchas colectivas y de trajineras individuales, uno de los más típicos, al ser uno de los primeros en construirse. Además, la capilla del Santo Patrono Cristóbal es un sitio ideal para reflexionar sobre nuestro paso por el mundo. La fiesta tradicional del barrio es un motivo más para acercarse a conocer las leyendas que encierra el Barrio de origen prehispánico. Los habitantes son llamados comúnmente garroteros, en honor al báculo que ofrece San Cristóbal a los cielos. Además. también son conocidos por el nombre de “Los del garrote, los chumberos o los particulares”.

## Ubicación geográfica
El Barrio San Cristóbal se encuentra en el centro de Xochimilco, al sur de la Ciudad de México, en México. Tiene como límites al Norte Av. De Nuevo León y acalote de Xallan; al Sur Cda. Violeta y acalote de Xallan; al oeste Calle Violeta y al este Zona chinampera.

## Historia
El Barrio tiene sus orígenes en la época prehispánica, cuando se conocía con el nombre de “Xallan”, “Lugar arenoso” o “En el arenal”. A la llegada de los franciscanos recibió el nombre de un Santo, San Cristóbal, según la tradición de los frailes. Entre los indígenas era característico su amor por la tierra; por lo tanto se desarrollaron en la agricultura chinampera, destacándose por el abundante cultivo de amapolas; que posteriormente daría paso a la creación del “Lunes de Amapolas”.

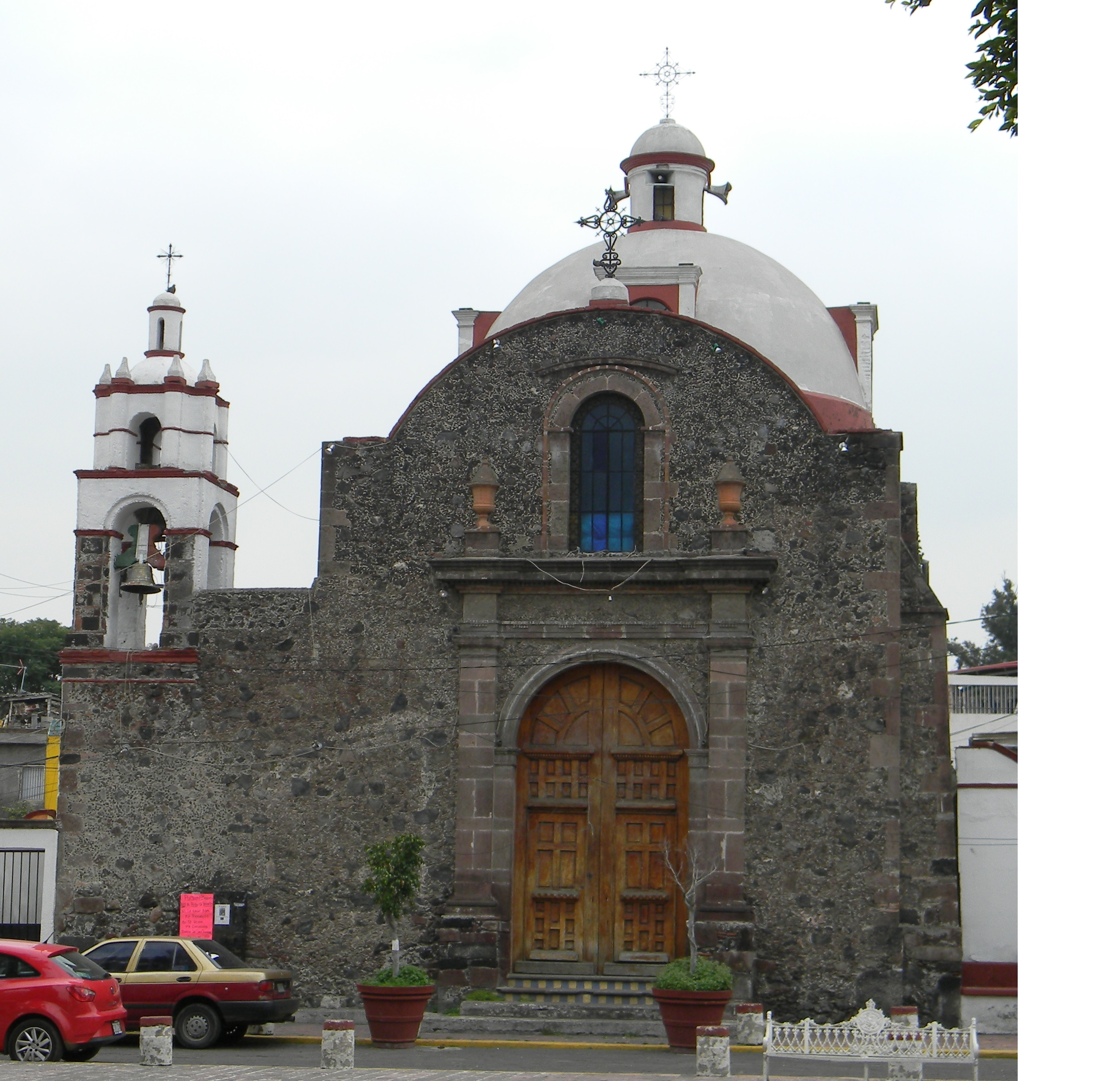
Fachada de la Capilla de San Cristóbal

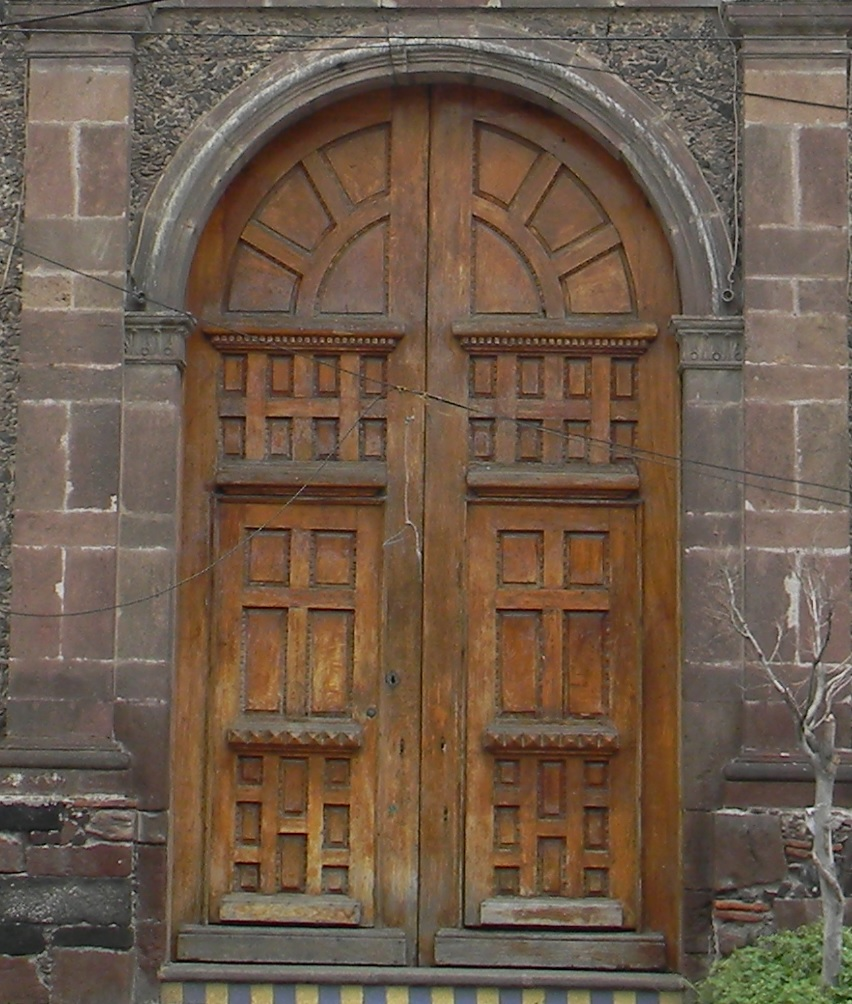
Puerta principal de la Capilla de San Cristóbal

## Capilla de San Cristóbal Xal-lan
La capilla está ubicada en Xochimilco al sur de la Ciudad de México, en México; en la calle Dalia. La principal vía de acceso es la calle Nuevo León, entrando por esta misma. La capilla data de principios de siglo XX (1902), estilo modernista. Las paredes exteriores de esta capilla son de aparejo ciclópeo (roseta al frente de la fachada); la puerta está sostenida por dos pilares en cantera bruta y en la pared central de la fachada destaca una ventana. La fachada culmina con una cruz de cemento en la cúspide; en el extremo izquierdo se contempla una torre campanario de un solo cuerpo, conteniendo dos campanas que pertenecen al siglo XX. El interior, alargado y reducido consta de una sola nave y contiene tres bóvedas de arista y una de cañón, al centro se realza una cúspide que contiene cuatro pilares y una linternilla, esta descansa sobre cuatro conchas que carecen de ornamentación. En los muros laterales de la nave sobre la base del contorno de esta destacan cuatro hornacinas protegidas de cristal, las cuales contienen imágenes de talla de varios santos. En la pared superior de la cornisa y en la misma dirección de la cúpula, en cada uno de los muros laterales destacan dos arcos de medio punto y dentro de estos, tres sectores. El ábside de forma cuadrangular consta de un pequeño altar en cantera pulida, el retablo es el mismo material en forma de nicho; contiene la imagen de San Cristóbal, así como la figura de Jesucristo crucificado en la parte superior del nicho.

### Esculturas de la capilla
La capilla se caracteriza por contener varias esculturas talladas de madera, de las cuales destacan las siguientes:
Cristo: Escultura tallada de madera, ubicada en el lado izquierdo de la nave, de autor anónimo, data del siglo XVII, mide 1.12 m de altura.
Virgen de los Dolores: Escultura tallada de madera, ubicada en el lado izquierdo de la nave, de autor anónimo, data del siglo XVII, mide 1.70 m de altura.
San Cristóbal: Escultura tallada de madera, ubicada en el altar mayor, de autor anónimo, data del siglo XVII, mide 1.40 metros de altura, con una sola restauración dando la impresión de ser una imagen nueva. 
Cristo en la Cruz: Escultura tallada de madera, ubicada en el presbítero, de autor anónimo, data del siglo XVIII, mide 85 cm de altura.

## Atractivos

### Plazuela de San Cristóbal

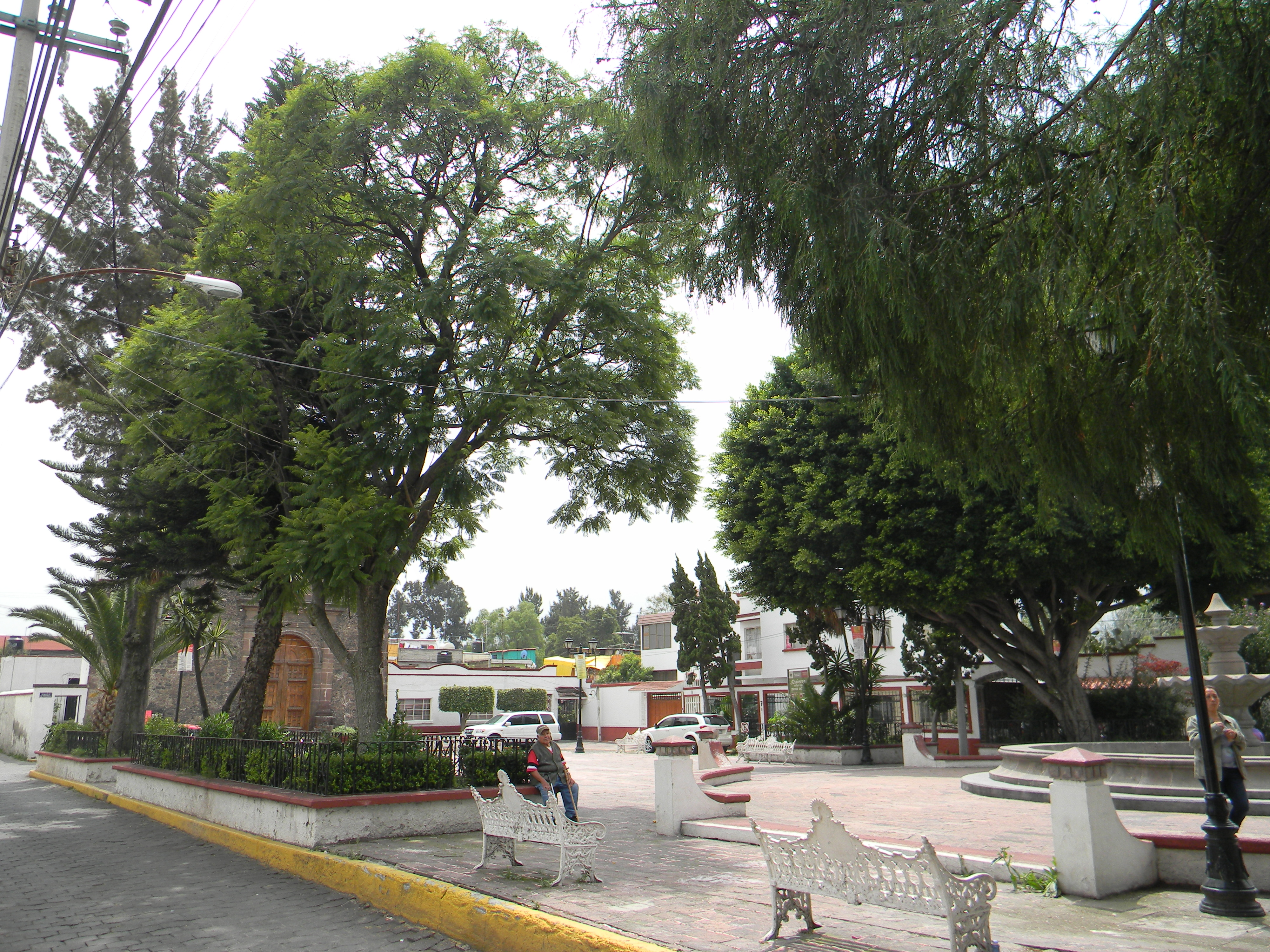
Plazuela en el Barrio de San Cristóbal

Se ubica en la calle Dalia, frente al número 49, en Xochimilco, Ciudad de México, en México. Es de estilo colonial-mexicano, inaugurado el 21 de marzo de 1976. Ha sido utilizada como escenario para filmes y documentales de Xochimilco. Lamentablemente no cuenta con bancas o árboles, el frente no está en funcionamiento y su ubicación se opone el centro histórico, por lo que no facilita su inclusión en recorridos a pie. La plazuela se utiliza como sitio de descanso y congregación para residentes y visitantes del barrio Xochimilca.

### Embarcadero Salitre
Entre los años 1922 y 1923, el general Álvaro Obregón mandó construir en el barrio un embarcadero, al que llamó “Salitre”, debido a su cercanía con una pequeña salitrera (fábrica de sal). Existía uno antiguamente que desde 1920 servía para transportar legumbres; aunque era más rústico. En aquel tiempo existían 8 trajineras y 20 lanchas colectivas de motor, que se empleaban para dar servicio a los pasantes. Entre 1930 y 1940 los campesinos se percataron que podían obtener beneficio económico alquilando las canoas, por lo que colocaron sillas y mantearon sus embarcaciones con el fin de hacerlas atractivas para los turistas y pasearlos por los Manantiales y Zacapa, con duración de 2 a 3 horas por cada recorrido por un costo de $1.50 pesos del aquel entonces. En 1950 sobre la rivera del canal de San Cristóbal se construyeron unas pequeñas escaleras que servían para abordar las trajineras, aunque solo cabían tres. En ese mismo año el embarcadero se llamó San Cristóbal. En 1960 las autoridades de Xochimilco decidieron construir un camino de acceso al embarcadero y un estacionamiento, por lo que tuvieron que rellenar la parte del canal que ahora es el callejón del Nogal.

## Fiestas
La fiesta del Santo Patrón San Cristóbal, se celebra el 25 de julio en la capilla del barrio, se realiza una misa por la mañana y a partir del término de la eucaristía se escuchan los acordes musicales de las bandas que amenizarán durante toda la celebración. La culminación de la festividad está a cargo del baile popular que se celebra en medio del bullicio de los asistentes y del lanzamiento de cohetes y quema de castillos.

## Leyendas
Se cuenta que San Cristóbal fue uno de los barrios que hizo todo lo posible para que no se perdieran las costumbres religiosas implantadas por los españoles, entre ellas “el sermón de los 40 huevos”, por lo que su población tomó como forma de cooperación la cantidad de 40 huevos en el Rosario del Tercer Viernes de Cuaresma en la llamada “Semana Santa”.

## Servicios Complementarios
San Cristóbal posee entre sus servicios los más necesarios: agua potable, drenaje, alumbrado público, banquetas y guarniciones. En el barrio pueden observarse establecimientos comerciales que hacen más rápido el modo de compra de los residentes, al no tener la necesidad de trasladarse hasta el mercado popular, ubicado en el centro de Xochimilco.
- Wikimedia Commons alberga una categoría multimedia sobre Barrio de San Cristóbal Xallan.